# Zbór Kościoła Adwentystów Dnia Siódmego w Ustroniu
Zbór Kościoła Adwentystów Dnia Siódmego w Ustroniu – zbór adwentystyczny w Ustroniu, w dzielnicy Hermanice, należący do okręgu południowego diecezji południowej Kościoła Adwentystów Dnia Siódmego w RP.
Zbór adwentystyczny w Nierodzimiu został założony w 1911 r. W 1969 przeniósł się do Hermanic.
Pastorem zboru jest kazn. Włodzimierz Pilch. Nabożeństwa odbywają się w kościele przy ul. Długiej 49 każdej soboty o godz. 9.30.